# Byrrhodes
Byrrhodes is een geslacht van kevers uit de familie van de klopkevers (Anobiidae).

## Soorten
- Byrrhodes facilis (Fall, 1905)
- Byrrhodes fallax (Fall, 1905)
- Byrrhodes granus (LeConte, 1878)
- Byrrhodes grandis White, 1973
- Byrrhodes incomptus (LeConte, 1865)
- Byrrhodes intermedius (LeConte, 1878)
- Byrrhodes levisternus (Fall, 1905)
- Byrrhodes setosus LeConte, 1878
- Byrrhodes tristiatus (LeConte, 1878)
- Byrrhodes ulkei (Fall, 1905)